# 이세기 (1936년)
이세기(李世基, 1936년 12월 3일~2020년 11월 24일)는 대한민국 제11·12·14·15대 국회의원으로, 국토통일원 장관, 한중친선협회 회장을 역임하였다.

## 생애
- 부산 동아고등학교 졸업
- 고려대 정경대학 졸업(정외과 57학번)
- 정경대 학생위원장으로 4.19고려대 시위 주도
- 고려대 대학원 졸업
- 일본 동경대 대학원
- 1970년 고려대 대학원 총장 비서실장
- 1975년 고려대 대학원 정경대학 조교수
- 4선 국회의원
- 국토통일원 장관
- 민정당 원내총무
- 체육부 장관
- 2002. 9.~2020. 11. 한중친선협회 회장
- ~2017. 2. 새누리당 상임고문
- 2017. 2.~2020. 2. 자유한국당 상임고문
- 2020. 2.~2020. 9. 미래통합당 상임고문
- 2020. 9.~2020. 11. 국민의힘 상임고문

## 학력
- 서울상도국민학교 졸업
- 동아고등학교 졸업
- 고려대학교 정경대학 정치외교학 학사
- 고려대학교 대학원 정치외교학 석사·박사
- 도쿄대학 대학원 정치학 박사

## 역대 선거 결과
|  | 28.19% |

|  | 28.60% |

|  | 32.00% |

|  | 45.06% |

|  | 44.26% |

|  | 38.86% |

|  | 9.44% |

## 소속 정당
| 소속 정당 | 소속 정당  | 소속 기간 | 비고           |
| --------- | ---------- | --------- | -------------- |
|           | 무소속     | 1980~1981 | 정계 입문      |
|           | 민주정의당 | 1981~1990 | 창당           |
|           | 민주자유당 | 1990~1995 | 합당           |
|           | 신한국당   | 1995~1997 | 당명 변경      |
|           | 한나라당   | 1997~2004 | 합당           |
|           | 무소속     | 2004~2007 | 탈당           |
|           | 한나라당   | 2007~2012 | 복당 정계 은퇴 |
|           | 새누리당   | 2012~2017 | 당명 변경      |
|           | 자유한국당 | 2017~2020 | 당명 변경      |
|           | 미래통합당 | 2020      | 합당           |
|           | 국민의힘   | 2020      | 당명 변경 사망 |

## 같이 보기
- 성동구 (1973년 선거구)
- 성동구 갑 (1988년 선거구)
- 서울 성동구의 국회의원
- 대한민국의 통일부 장관
- 대한민국의 문화체육관광부 장관